# Agrypon ruficaudatum
Agrypon ruficaudatum är en stekelart som först beskrevs av Morley 1913.  Agrypon ruficaudatum ingår i släktet Agrypon och familjen brokparasitsteklar. Inga underarter finns listade i Catalogue of Life.